# Baeolophus ridgwayi
El herrerillo de Ridgway o paro sencillo (Baeolophus ridgwayi) es una especie de ave paseriforme de la familia Paridae propia del oeste de Norteamérica.

## Distribución y hábitat
Reside durante todo el año, principalmente en la Gran Cuenca, pero es residente desde el sureste de Oregón y centro de Colorado hasta el este de desierto de Mojave en California y el centro de Arizona, al oeste de Texas y el extremo noreste de Sonora, México -(las islas del cielo Madrenses). Prefiere bosques abiertos cálidos y secos de piñón -Juniperus y bosques ribereños del desierto.

## Otras lecturas
- Alsop, Fred J., III (2001): Smithsonian Birds of North America, Western Region. DK Publishing, Inc., Nueva York. ISBN 0-7894-7157-4
- Sibley, David Allen (2000): The Sibley Guide to Birds. Alfred A. Knopf, Nueva York. ISBN 0-679-45122-6